# باتیناتس
باتیناتس (به صربی: Batinac) یک روستا در صربستان است که در ناحیه پوموراولیه واقع شده‌است.
 باتیناتس  ۱٬۸۹۲ نفر جمعیت دارد.